# Seriel positionseffekt
Den serielle positionseffekt er genkaldelse af en enhed/stimuli i en bestemt position i en rækkefølge. Dette var noget som Hermann Ebbinghaus var en af de første til at beskæftige sig med. Ebbinghaus viste i 1885, at hukommelsen for den serielle position af enheden, var præget af, hvor enheden var præsenteret i en ordliste. Ebbinghaus fandt i sine forsøg om fri genkaldelse, at ord præsenteret i midten af en liste, var sjældnere genkaldt end ord i starten og slutningen af listen.
Primacy-effekten forholder sig til genkaldelse af de først præsenteret ord, hvor recency-effekten forholder sig til de sidst præsenteret ord.

## Primacy-effekten
Primacy-effekten, kendt fra Ebbinghaus' fri genkaldelses test, er, når man husker de først præsenterede enheder i en serie af præsentationer. Her kan enhederne nå at blive gentaget, og det vil deraf blive lageret i langtidshukommelsen. En anden forklaring kan være de først præsenterede enheder får tildelt mest opmærksomhed, og deraf bliver bedre indkodet i langtidshukommelsen.

## Recency-effekten
Recency-effekten, kendt fra Ebbinghaus' fri genkaldelses test, er, hvor de sidste ord på en liste huskes bedre, end de ord der befinder sig i midten af denne ordliste. Denne recency-effekt menes at finde sted, fordi ordene stadig er aktive i korttidshukommelsen, og dermed er nemmere at huske, fordi de stadig bearbejdes. Dog har bl.a. Björk og Whitten undersøgt, hvad der sker, når korttidshukommelsen bliver forstyrret. Recency-effekter er samtidigt ikke påvirket af længden på en liste.

## Studier af effekten
Ud fra en fri genkaldeses test, hvor forsøgspersoner skulle genkalde en serie ord, de blev præsenteret for, har Björk og Whitten i 1974 undersøgt recency-effekten. Björk og Whitten fandt ud af, hvordan recency-effekten optrådte ud fra test af tre situationer. I en situation skulle forsøgspersonerne genkalde en liste af ord, som var gennemgået uden nogen form for distraktion, hvor der her var en recency-effekt til stede som Björk og Whitten havde forventet. I den anden situation skulle forsøgspersonerne tælle baglæns i 20 sekunder, efter hele listen af ord var præsenteret. Her var det at recency-effekt var forsvundet som forventet. En den tredje situation skulle forsøgspersonerne tælle baglæns i 20 sekunder mellem hvert præsenterede ord, og her var recency-effekten overraskende nok stadig til stede, til trods for at der blev benyttet denne type distraktion imellem hvert præsenterede ord. Resultatet i tredjenævnte situation tyder på, at recency-effekten ikke udelukkende foregår i korttidslageret, da der går så lang tid, at det ikke længere kan være korttidslageret, der er ansvarlig for denne lagring. Der må derfor være tale om, at recency-effekten også har en rolle at spille indenfor langtidslagret.
En lignende undersøgelse der beskæftigede sig med denne problemstilling, var bl.a. Baddeley og Hitch i 1977, som testede mere virkelighedsnære situationer end ord på en liste. De testede rugby spillere i hvorvidt, de huskede de teams, de havde spillet for denne sæson, og her viste rugby spillernes genkaldelser en klar recency-effekt. Ligeledes blev et eksperiment af Costa og Baddeley udført i 1991 til at undersøge hvorvidt, forsøgspersoner kunne huske, hvor de havde parkeret deres bil morgen og aften indenfor de forgangne 12 dage. Her viste det sig, at der også var en recency effekt i og med, at de bedst kunne huske hvor de havde parkeret de sidste dage frem for de første dage i perioden.  
Ud fra disse undersøgelser af recency-effekten findes det i mange situationer og samtidigt kan ses henover længere tidsperioder. Dette tyder på, at der forekommer en særlig genkaldelsesstrategi, hvor den nyligst indkodede information også ses at være den, der er lettest tilgængeligt for genkaldelse.